# 백상승
백상승(白相承, 1935년 12월 12일 ~ 2018년 9월 23일)은 대한민국의 행정 공무원 출신 정치인이다. 민선 경주시장을 역임했다.

## 생애
현곡초등학교, 경주중학교, 경주고등학교를 거쳐 고려대학교에서 행정학 학사, 서울대학교 행정대학원에서 석사학위를 받았다. 1961년부터 1993년까지 서울시청에서 여러 직위에 있었다. 2002년 경주시장 선거에서 당선되었다.
이후 암투병으로 2018년 9월 23일 타계하였다.

## 출신 학교
- 현곡초등학교
- 경주중학교
- 경주고등학교
- 고려대학교 법과대학 행정학 학사
- 서울대학교 행정대학원 석사

## 경력
- 1980년 7월 ~ 1982년 12월 : 서울특별시 새마을담당관, 서울대공원건설사업소장(부이사관)
- 1982년 12월 ~ 1985년 3월 : 서울특별시 강남구청장, 산업경제국장, 서울 성북구청장(이사관)
- 1985년 3월 ~ 1989년 11월 : 서울특별시 교통국장, 감사관, 내무국장
- 1989년 11월 ~ 1991년 2월 : 서울특별시 상수도 사업본부장(관리관)
- 1991년 2월 ~ 1993년 3월 : 서울특별시 부시장
- 1994년 6월 ~ 1996년 9월 : 민족통일 서울시협의회 회장
- 1995년 ~ 1997년 : 신한국당 경주시 을지구당 위원장
- 2001년 5월 : 한나라당 국책자문위원
- 2002년 7월 1일 ~ 2010년 6월 30일 : 제29~30대 경북 경주시장(2선, 한나라당)

## 역대 선거 결과
|  | 36.62% |

|  | 29.14% |

|  | 36.12% |

|  | 55.34% |

|  | 84.44% |

|  | 26.79% |

## 같이 보기
- 대한민국의 정치